# Théodemir (wisigoth)
Théodemir est un prince wisigoth, né dans la Péninsule Ibérique et mort vers 720. 
Il était, croit-on, fils ou gendre du roi Egiza. Commandant de la flotte des Wisigoths sous le règne de ce roi, il battit une flotte grecque qui ravageait les côtes de l'Espagne (695) et fit subir le même sort à une armée navale de musulmans sous le règne de Witiza (709). 
Sous Roderic, il assista à la fameuse défaite de Guadalete, qui livra l'Hispanie méridionale aux musulmans, appelés dans la péninsule par le comte Julien (711), et parvint à sauver une partie de l’armée des Goths en se retirant au-delà de la sierra Morena, où il fut élu roi. 
Poursuivi par Abd-el-Aziz, fils de Moussa, il lutta longtemps avec avantage dans les montagnes, se fit complètement battre en descendant dans la plaine de Lorca, parvint à le jeter dans la ville forte d’Orihuela, s’y défendit vaillamment et conclut avec Abd-el-Aziz, en 713, un traité honorable et avantageux en vertu duquel il était, moyennant un léger tribut, reconnu souverain de la contrée qu’il occupait. Le calife Walid 1er ratifia ce traité et même exempta du tribut Théodemir, qui régna tranquillement jusqu’à sa mort.

## Source
« Théodemir (wisigoth) », dans Pierre Larousse, Grand dictionnaire universel du XIXe siècle, Paris, Administration du grand dictionnaire universel, 15 vol., 1863-1890 [détail des éditions].